# Edipsos
Edipsos (griechisch Αιδηψός (f. sg.)) ist ein Gemeindebezirk der Gemeinde Istiea-Edipsos auf der griechischen Insel Euböa. Er ging 2011 aus der 1997 gegründeten Gemeinde Edipsos hervor und ist in einen Stadtbezirk und zwei Ortsgemeinschaften untergliedert.
In Loutra Edipsou befindet sich ein bekanntes Heilbad Griechenlands.

## Lage
Der Gemeindebezirk erstreckt sich im Norden der Insel auf einer Fläche von 115,461 Quadratkilometern. Benachbarte Gemeindebezirke sind Lichada im Westen sowie Orei und Istiea im Osten.

## Verwaltungsgliederung
Die Stadtgemeinde Edipsos (Δήμος Αιδηψού) wurde in Folge der Gemeindereform 1997 durch den Zusammenschluss der Gemeinde Loutra Edipsou mit den beiden Landgemeinden Agios und Gialtra gegründet. Verwaltungssitz war die Kleinstadt Loutra Edipsou. Mit der Verwaltungsreform 2010 ging Edipsos als Gemeindebezirk Edipsos in der neu geschaffenen Gemeinde Istiea-Edipsos auf.
| Stadtbezirk Ortsgemeinschaft | griechischer Name                  | Code     | Fläche (km²) | Einwohner 2001 | Einwohner 2011 | Dörfer und Siedlungen                                                                                    |
| ---------------------------- | ---------------------------------- | -------- | ------------ | -------------- | -------------- | --- |
| Loutra Edipsou               | Δημοτική Κοινότητα Λουτρών Αιδηψού | 29040201 | 46,982       | 4690           | 4519           | Edipsos, Ilia, Loutra Edipsou, Maounis, Moni Agiou Georgiou, Pedoupoli, Paralia Agiou Nikolaou, Polylofo |
| Agios                        | Τοπική Κοινότητα Αγίου             | 29040202 | 32,625       | 1193           | 0993           | Agiokambos, Agios, Varvara, Vigla, Platanias, Skepasti                                                   |
| Gialtra                      | Τοπική Κοινότητα Γιάλτρων          | 29040203 | 36,496       | 0787           | 0629           | Agios Georgios Gialtron, Gialtra, Loutra Gialtron, Rododafni                                             |
| Gesamt                       | Gesamt                             | 290402   | 116,103      | 6670           | 6141           | |